# Ел Набигха
Ел Набигха (арап. النابغة الذبياني / ал-Нāбигхах ал-Дхубиyāнī; право име Зијад ибн Муавијах; 535 – c 604. н.е.), био је један од последњих арапских песника из предисламског времена. "Ал-Набигха" значи "геније" на арапском језику.
Његово племе, Бану Дубјан, припадало је округу у близини Меке, али је он већину свог времена проводио на судовима Хири и код Гасанида. У Хири је службовао под Мундиром III и под његовим наследником до 562.
Након боравка на Гасанидском двору, вратио се у Хиру која се налазила под Нуманом III. Међутим, он је био присиљен да беже Гасанидима, због неких стихова које је написао о краљици, али се вратио поново око 600 године. Када је Нуман умро неких пет година касније, повукао се у своје племе , где је постао познат као Елиас из земље Бишаре (ذووب الياس من ارض البشارة) (као што је описао Ел Макризи).
Датум његове смрти није сигуран, али изгледа да није познавао ислам. Његове песме се углавном састоје од еулогија и сатира, а односе се на сукоб Хире и Гасанида, и Бану Абса и Бану Дубиана. Он је један од шест еминентних предисламских песника чије су песме сакупљене пре средине II века ислама и сматране су стандардом арапске поезије; неки писци сматрају га првим од шест. Ови песници су написали дугачке песме упоредиве са епским песмама познатим под именом Мо`аллакат معلقات, од када су биле окачене на зидовима Кабе за све који се дивили и читали. Ел Набигах је познат по томе што је песниу Ел Ханси дао њено име.
Његове песме је приредио Вилхелм Ахлвардт у Дијансима шестих древних арапских песника (Лондон, 1870), а посебно Х. Деренбоург (Париз, 1869, репринт из Journal asiatique за 1868).